# El Naranjo, Coyuca de Catalán
El Naranjo är en ort i Mexiko.   Den ligger i kommunen Coyuca de Catalán och delstaten Guerrero, i den södra delen av landet, 220 km sydväst om huvudstaden Mexico City. El Naranjo ligger 341 meter över havet och antalet invånare är 927.
Terrängen runt El Naranjo är kuperad åt nordväst, men åt sydost är den platt. Runt El Naranjo är det glesbefolkat, med 8 invånare per kvadratkilometer. Närmaste större samhälle är Zirándaro, 16,6 km nordväst om El Naranjo. I omgivningarna runt El Naranjo växer huvudsakligen savannskog.